# Herbert Schoen

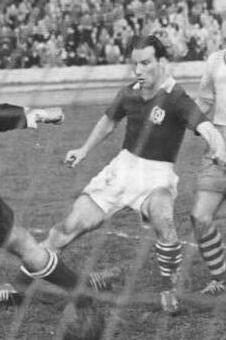
Herbert Schoen (1956)

Herbert Schoen (* 18. Mai 1929 in Luckenwalde; † 8. April 2014 in Berlin) war ein deutscher Fußballspieler. In der höchsten Spielklasse des DDR-Fußballs, der Oberliga, spielte er für die SG Dynamo Dresden sowie nach dem Umzug der Elf in die DDR-Hauptstadt für den SC Dynamo Berlin. Später arbeitete er als Trainer. Schoen zählte zu den Akteuren des ersten A-Länderspiels der DDR-Nationalelf.

## Sportliche Laufbahn
Im Alter von zehn Jahren begann Schoen in einem Sportverein seiner Heimatstadt Luckenwalde Fußball zu spielen. Aus diesem Verein entstand nach dem Zweiten Weltkrieg die Sportgemeinschaft Luckenwalde, der Schoen bis 1948 die Treue hielt. Inzwischen hatte in Ostdeutschland die Deutsche Volkspolizei in zahlreichen Städten eigene Sportgemeinschaften (SG) ins Leben gerufen, zu ihnen gehörte auch die SG Volkspolizei Potsdam. Hier setzte Schoen seine Fußballerlaufbahn ab 1949 fort.
Im Sommer 1950 wurden über 40 Spieler der bestehenden VP-Gemeinschaften in Forst zusammengezogen, um aus ihnen den Kader für eine Schwerpunktgemeinschaft in Dresden zusammenzustellen, die an die Stelle des populären, aber von den DDR-Funktionären als bürgerlich angesehenen DSC-Nachfolgers SG Dresden-Friedrichstadt treten sollte, dessen wichtigste Spieler sich nach Westdeutschland abgesetzt hatten. Unter den Ausgewählten befand sich auch Herbert Schoen, der damit die Gelegenheit erhielt, von der Saison 1950/51 an mit der SG VP Dresden in Oberliga, der höchsten Spielklasse des DDR-Fußballs. Er tat dies offensichtlich mit Erfolg, denn bis 1951 wurde er zweimal in Spielen der Landesauswahl Sachsen eingesetzt.
Im September 1952 konnte Schoen gleich zwei Erfolge für sich verbuchen. Am 14. September wurde er mit seiner Dresdner Mannschaft DDR-Pokalsieger (3:0 über Einheit Pankow) und eine Woche später, am 21. September 1952, wurde er im ersten Spiel der DDR-Nationalmannschaft aufgeboten. Das Spiel fand in Warschau gegen Polen statt und ging mit 0:3 verloren. Sowohl im Pokalfinale als auch im Länderspiel wurde Schoen auf seiner Stammposition Mittelläufer eingesetzt. Ähnlich erfolgreich verlief auch das Jahr 1953. Bis zum Ende der Saison hatte Schoen in weiteren zwei Länderspielen mitgewirkt, und am 5. Juli 1953 errang er mit seiner Mannschaft, nun unter dem Namen SG Dynamo Dresden spielend, in einem Entscheidungsspiel gegen die punktgleiche Mannschaft von Wismut Aue mit 3:2 nach Verlängerung die DDR-Meisterschaft. Herbert Schoen war in allen 33 Meisterschaftsspielen der Dresdner eingesetzt worden. Auch in der Saison 1953/54 gehörte Dresden zu den Spitzenmannschaften im DDR-Fußball und belegte am Ende den dritten Platz.
In der folgenden Spielzeit waren gerade 11 Meisterschaftsspiele absolviert, als auf Grund einer Weisung der den DDR-Sicherheitsorganen unterstehenden Sportvereinigung Dynamo die meisten der Dresdner Dynamospieler im November 1954 nach Berlin umziehen mussten. Am 21. November 1954 trat die Mannschaft bereits als SC Dynamo Berlin in der Oberliga gegen Rotation Babelsberg an. Sehr erfolgreich war dieser Schritt zunächst nicht, denn nach einem mäßigen 7. Platz am Ende der Saison mussten die Berliner Dynamos 1956 aus der Oberliga absteigen. Der inzwischen siebenfache Nationalspieler und Kapitän der Nationalelf Herbert Schoen spielte nun in der zweitklassigen DDR-Liga. Trotzdem bestritt er alle Länderspiele des Jahres 1957.
Nach dem Wiederaufstieg des SC Dynamo spielte Schoen noch eine Oberligasaison, nach deren Ende nahm er 29-jährig Abschied vom ostdeutschen Oberhaus. Er hatte 167 Spiele in der Oberliga bestritten. Hinzu kamen insgesamt zwölf A-Länderspiele für die DDR-Auswahl. 1959 verhalf Schoen der Mannschaft von Dynamo Hohenschönhausen zum Aufstieg in die DDR-Liga und beendete dort 1962 endgültig seine aktive Laufbahn.

## Weiterer Werdegang
Anschließend war er lange Zeit beim SC Dynamo Berlin und dem 1966 aus der Fußballabteilung des Sportclubs der Sportvereinigung Dynamo hervorgegangenen BFC Dynamo als Nachwuchstrainer tätig. Der ehemalige Nationalspieler blieb dem Verein bis ins hohe Alter als aktives Mitglied verbunden. Herbert Schoen starb 84-jährig am 8. April 2014 in Berlin. Während der Feierlichkeiten des BFC zum Aufstieg in die Regionalliga am 19. April 2014 (Punktspiel gegen den Torgelower SV Greif) wurde Herbert Schoen durch eine Gedenkminute und eine Fan-Choreographie gewürdigt.

## Auszeichnungen
Ende Januar 1954 nahm Schoen in Leipzig vom Stellvertreter des Ministerpräsidenten der DDR, Walter Ulbricht, die staatliche Auszeichnung Meister des Sports entgegen und war somit einer von neun Fußballspielern, die an jenem Tag diese Ehrung erhielten.